# The Lockdown Sessions
The Lockdown Sessions è il trentaquattresimo album in studio del cantautore britannico Elton John, pubblicato il 22 ottobre 2021 dalla EMI e Interscope Records.

## Descrizione
The Lockdown Sessions è un album in studio collaborativo registrato durante la pandemia di COVID-19, dopo che John è stato costretto a mettere in pausa il suo tour Farewell Yellow Brick Road a casua delle restrizioni e misure di contenimento. L'album ha visto la collaborazione di Eddie Vedder, Brandi Carlile, Jimmie Allen, Stevie Wonder, Nicki Minaj, Miley Cyrus, Stevie Nicks e Glen Campbell.

## Promozione
L'album è stato promosso da tre singoli: Cold Heart (Pnau Remix) con Dua Lipa, After All con Charlie Puth e Finish Line con Stevie Wonder. Una ristampa del 2022 dell'album include Merry Christmas con Ed Sheerane Hold Me Closer con Britney Spears.

## Tracce
1. Cold Heart (Pnau Remix) (con Dua Lipa) – 3:22
2. Always Love You (con Young Thug & Nicki Minaj) – 4:17
3. Learn to Fly (Surfaces feat. Elton John) – 3:31
4. After All (con Charlie Puth) – 3:28
5. Chosen Family (con Rina Sawayama) – 4:40
6. The Pink Phantom (Gorillaz feat. Elton John and 6lack) – 4:13
7. It's a Sin (con Years & Years) – 4:44
8. Nothing Else Matters (Miley Cyrus feat. Watt, Elton John, Yo-Yo Ma, Robert Trujillo and Chad Smith) – 6:35
9. Orbit (con SG Lewis) – 3:28
10. Simple Things (con Brandi Carlile) – 4:11
11. Beauty in the Bones (con Jimmie Allen) – 3:50
12. One of Me (Lil Nas X feat. Elton John) – 2:41
13. E-Ticket (con Eddie Vedder) – 3:18
14. Finish Line (con Stevie Wonder) – 4:24
15. Stolen Car (con Stevie Nicks) – 5:37
16. I'm Not Gonna Miss You (con Glen Campbell) – 2:56

Traccia bonus nell'edizione Christmas
1. Merry Christmas (con Ed Sheeran) – 3:28

Traccia bonus nell'edizione Spotify 2022
1. Hold Me Closer (con Britney Spears) – 3:22

## Classifiche
| Classifica (2021) | Posizione massima |
| ----------------- | ----------------- |
| Australia         | 2                 |
| Austria           | 6                 |
| Belgio (Fiandre)  | 22                |
| Belgio (Vallonia) | 3                 |
| Canada            | 5                 |
| Danimarca         | 26                |
| Francia           | 8                 |
| Germania          | 5                 |
| Giappone          | 57                |
| Irlanda           | 9                 |
| Italia            | 15                |
| Lituania          | 30                |
| Norvegia          | 14                |
| Nuova Zelanda     | 4                 |
| Paesi Bassi       | 19                |
| Polonia           | 19                |
| Portogallo        | 30                |
| Regno Unito       | 1                 |
| Spagna            | 25                |
| Stati Uniti       | 10                |
| Svezia            | 41                |
| Svizzera          | 4                 |